# Jolene Marie Rotinsulu
Jolene Marie Cholock-Rotinsulu (sinh ngày 15 tháng 5 năm 1996) là người mẫu thương mại truyền hình, nữ diễn viên sân khấu, ca sĩ và là người giữ danh hiệu cuộc thi sắc đẹp đã giành danh hiệu Puteri Indonesia Lingkungan 2019. Cô đại diện cho Indonesia tại cuộc thi Hoa hậu Quốc tế 2019 và dừng chân ở Top 8 chung cuộc.

## Tiểu sử
Jolene được sinh ra ở Santa Ana, California thành Minahasan - Cha sinh ra, Roy Gustaf Rotinsulu, từ Talaud, và Hoa Kỳ, Allery Lee Cholock, từ Los Angeles, California và Sirena Elizabeth Cholock-Rotinsulu, chị gái của cô từ Manado, Bắc Sulawesi - Indonesia là người chiến thắng trong quá khứ của Miss Celebrity Indonesia 2011. Jolene cũng làm người mẫu từ năm 12 tuổi, cô là người mẫu thương mại và đại sứ cho KFC, Magnum, Nescafé, L.A. Lights, L'Oréal và Mustika Ratu.
Jolene là một sinh viên thạc sĩ tại Institut Agama Kristen Negeri Manado nơi cô học chuyên ngành thần học. Năm 2018, Jolene là một phần của Official Para Games Organizing Committee (INAPGOC) cho 2018 Asian Para Games và International Paralympics Games.

## Galerie
|  |  |  |  |  |  |

## Sự nghiệp

### Hoa hậu Người nổi tiếng Indonesia 2010
Jolene bắt đầu sự nghiệp của mình trong cuộc thi sắc đẹp dành cho người nổi tiếng trên truyền hình lên vị trí và giải thưởng đặc biệt Hoa hậu Ảnh.

### Hoa hậu Hoàn vũ Indonesia 2019
Jolene được trao vương miện là Puteri Indonesia 2019 Á hậu 1, Puteri Indonesia Lingkungan 2019 tại đêm chung kết được tổ chức tại Jakarta Convention Center, Jakarta, Indonesia vào ngày 8 tháng 3 năm 2019 bởi chủ sở hữu bên ngoài Vania Fitryanti Herlambang của Banten. Jolene đại diện cho tỉnh Bắc Sulawesi tại cuộc thi, cô cũng nhận được một giải thưởng đặc biệt là Puteri Indonesia Kepulauan Favorites of Sulawesi. Đêm đăng quang đêm chung kết của Puteri Indonesia 2019 cũng có sự tham dự của triều đại Hoa hậu Quốc tế 2018 - Mariem Velazco của Venezuela.

### Hoa hậu Quốc tế 2019
Jolene đại diện cho Indonesia tại cuộc thi Hoa hậu Quốc tế 2019 tại Tokyo - Nhật Bản được tổ chức vào cuối năm 2019, nơi Mariem Velazco của Venezuela sẽ trao vương miện cho người kế vị vào cuối cuộc thi. Chung cuộc, cô được xướng tên vào Top 8 người đẹp nhất. 

## Đóng phim
Jolene xuất hiện trên một số Video âm nhạc với tư cách là người mẫu và đồng ca sĩ. Cô hiện cũng bắt đầu sự nghiệp Diễn viên của mình với tư cách là một nữ diễn viên trên một số FTV và Phim.

### Video âm nhạc
| Năm  | Tiêu đề                                                  | Vai trò                     | Đồng ca sĩ / Nghệ sĩ                  |
| 2012 | Neng Neng Nong Neng (Ku Ingin Terus Lama Pacaran Disini) | như mô hình                 | T.R.I.A.D, Ahmad Dhani                |
| 2013 | Selamat Malam Kekasihku                                  | làm người mẫu và đồng ca sĩ | Revo Marty ft. Jolene Marie Rotinsulu |
| 2013 | Kelelawar                                                | như mô hình                 | T&I                                   |
| 2013 | Sudahlah Aku Pergi                                       | như mô hình                 | Nobishi                               |
| 2013 | Asa Pasti                                                | như mô hình                 | Nobishi                               |

### Phim
| Năm  | Tiêu đề   | Thể loại                                                                          | Vai trò          | Xưởng phim         |
| 2016 | I AM HOPE | Melodrama và Truyền hình thực tế dành riêng cho những chiến binh ung thư sống sót | Mia trên Theater | Alkimia Production |

### Tv Phim
| Năm  | Tiêu đề                                | Vai trò        | Xưởng phim |
| 2012 | Mengejar Cinta Olga 5 (Story of Olga)  | Maricha (Icha) | RCTI       |
| 2012 | 4 Kembar, 2 Raksasa & Bunda Bidadari   | Bunda Bidadari | Indosiar   |
| 2014 | Oh Ternyata The Series - "Baby Ngepot" | Jolene         | Trans TV   |